# Éditions du Félin
Les éditions du Félin sont une maison d'édition française, fondée à Paris en 1981. Après avoir longtemps été généraliste, sciences humaines, littérature, beaux-livres, elle est spécialisée dans l'histoire depuis 2020. Elle compte plus de 600 titres à son catalogue. La maison sort environ 10 titres par an, pour moitié dans la collection « Histoire & sociétés » et pour l'autre dans les collections « Résistance » et « Résistance poche ». 

## Historique
La maison d'édition est fondé en 1981[Par qui ?].
Après avoir longtemps été une maison d'édition généraliste publiant des ouvrages de sciences humaines, de littérature et des beaux-livres, les éditions du Félin se spécialisent en histoire, sous l'impulsion de leur nouveau directeur Stéphane Goulhot,.

## Ouvrages principaux par collection

### Histoire et sociétés
- Yves Ternon, L'Empire ottoman : Le déclin, la chute, l'effacement, 2020, 528 p. (ISBN 9782866458980)
- Magali Le Mens, Modernité hermaphrodite, 2019, 728 p. (ISBN 9782866458928)
- Pierre-Frédéric Charpentier, Les Intellectuels français et la guerre d'Espagne : Une guerre civile par procuration, 704 p. (ISBN 978-2866458904)
- Roselyne Chenu, En lutte contre les dictatures, 2018.
- Georges Vigarello, Le Corps redressé, 2018.
- Alexis Catuhe, Ernesto "Che" Guevara, 2017.
- Pierre-Frédéric Charpentier, Le Troisième homme, 2017.
- Marc Goutalier, Quand le printemps brouille les cartes, 2017.

### Résistance
- Jean Puissant, La Colline sans oiseaux : 14 mois à Buchenwald, Éditions du Rond-point, 1945 | réédition, Éditions du Félin, 2017.
- Henriette Lasney de Lanty, Sous la schlague, 2018. Mention au Prix littéraire du Comité d'action de la Résistance-Souvenir français 2018.
- Laurent Douzou, et Jean Novosseloff La Résistance oblitérée, 2018. Mention au Prix littéraire du Comité d'action de la Résistance-Souvenir français 2018.
- Daniel Bénédite, Un chemin vers la liberté sous l'occupation, 2017. Lauréat du Prix littéraire du Comité d'action de la Résistance-Souvenir français 2018.
- Madeleine Michelis, Correspondance d'avant-guerre et de guerre, 2015.
- Maurice de Cheveigné, Radio libre, 2014. Lauréat du Prix littéraire de la Résistance 2014 et du Prix du Grand témoin de la France mutualiste 2014.

### Résistance poche
- Gabrielle Ferrières, Jean Cavaillès, un philosophe dans la guerre (1903-1944), 2020.
- Claude Bourdet, L'aventure incertaine, de la résistance à la restauration, 2020.